# 自然環境研究センター
一般財団法人自然環境研究センター（しぜんかんきょうけんきゅうセンター、Japan Wildlife Research Center）は、人と野生動物、自然などとの関係を生物学や生物保護管理学などの観点からより良い共存ができる方策を研究する機関である。所在地は東京都墨田区江東橋。

## 活動
主な活動は次の通り。
- 野生動物の保護管理
  - 特定鳥獣保護管理計画 - 人と野生動物との共生を目的とした計画の作成や調査など。主な業務実績は次の通り。
    - ニホンツキノワグマ保護管理計画推進調査（群馬県）
    - ニホンジカモニタリング調査（群馬県）
    - ニホンジカ保護管理計画策定調査（高知県）
    - ニホンイノシシ保護管理計画策定調査（香川県）
    - 特定鳥獣保護管理調査（大分県）

  - 外来生物対策 - 人為的に移入された動物の対策など。主な業務実績は次の通り。
    - 西表島移入種対策事業（オオヒキガエル）（環境省）
    - 特定外来生物防除推進調査（カミツキガメ）（環境省）
    - 屋久島外来種（タヌキ）対策事業（環境省）
    - 奄美大島ジャワマングース防除事業（環境省）
    - 小笠原国立公園兄島植生回復調査（東京都）
    - 移入種（哺乳類）生息状況等調査（長崎県）

  - 重要生態系や希少種にかかる保全対策 - 人為的な環境破壊による生態系調査とその回復計画策定、およびレッドデータブック作成、絶滅危惧種の保護策の作成など。主な業務実績は次の通り。
    - レッドデータブック改訂業務（環境省）
    - 千葉県レッドデータブック作成業務（千葉県）
    - 重要生態系保全調査（石川県）
    - 奄美群島重要生態系地域調査（鹿児島県）

  - 自然再生事業 - 開発により失われた自然環境の再生計画の立案およびそのための調査など。主な業務実績は次の通り。
    - 大台ヶ原自然再生調査（環境省）
    - 石西礁湖自然再生調査（環境省）
    - 小笠原自然再生調査（環境省）
    - 阿蘇自然再生調査（環境省）

- 生物調査、情報収集および情報処理
  - 生物調査
  - 自然環境保全基礎調査（緑の国勢調査）
  - データベース及びシステム構築
  - 標本作製

- 自然とのふれあい計画
  - エコツーリズム
  - 環境学習プログラムの作成
  - 施設計画・運営・管理
  - 地域管理計画

- 普及啓発
  - シンポジウム・研修会開催
  - パンフレット・ポスター・展示パネル等作成
  - フォトサービス、出版物の企画・編集
  - 放送番組の企画・監修

- 書籍通信販売
  - レッドデータブック等の販売
    - 環境省野生生物課 編著『改訂・日本の絶滅のおそれのある野生生物 1［哺乳類］』2002年。ISBN 978-4915959738。
    - 環境省野生生物課 編著『改訂・日本の絶滅のおそれのある野生生物 2［鳥類］』2002年。ISBN 978-4915959745。
    - 環境庁野生生物課 編著『改訂・日本の絶滅のおそれのある野生生物 3［爬虫類・両生類］』2000年。ISBN 978-4915959707。
    - 環境省野生生物課 編著『改訂・日本の絶滅のおそれのある野生生物 4［汽水・淡水魚類］』2003年。ISBN 978-4915959776。
    - 環境省野生生物課 編著『改訂・日本の絶滅のおそれのある野生生物 5［昆虫類］』2006年。ISBN 978-4915959837。
    - 環境省野生生物課 編著『改訂・日本の絶滅のおそれのある野生生物 6［陸・淡水産貝類］』2005年。ISBN 978-4915959813。
    - 環境省野生生物課 編著『改訂・日本の絶滅のおそれのある野生生物 7［クモ形類・甲殻類等］』2006年。ISBN 978-4915959820。
    - 環境庁野生生物課 編著『改訂・日本の絶滅のおそれのある野生生物 8［植物I（維管束植物）］』2000年。ISBN 978-4915959714。
    - 環境庁野生生物課 編著『改訂・日本の絶滅のおそれのある野生生物 9［植物II（維管束植物以外）］』2000年。ISBN 978-4915959721。
    - 水産庁『日本の希少な野生水生生物に関するデータブック』2000年。

- 人材派遣
- 生物分類技能検定の運営
- 国際希少種の登録および製品認定
- 外来生物証明書発行
- 公益信託基金の公募

## 組織
役員等は次の通り。
- 理事長：大塚柳太郎（東京大学名誉教授）
- 専務理事：1名
- 理事：10名
- 監事：2名
- 評議員：14名

## 沿革
沿革は次の通り。
- 1978年10月6日 - 財団法人 日本野生生物研究センター設立[1]。
- 1992年4月 - 財団法人 自然環境研究センターに名称変更[1]。
- 2010年3月9日 - 「事業仕分け第2弾」において、仕分け対象枠の公益法人に選定された。

## 批判
- 象牙の登録証発行機関となっており、米国の環境保護団体から、虚偽登録の方法を指南を行っていると批判を受けている[3]。

## 関連事項
- どうぶつ奇想天外!（番組監修）
- 飛び出せ!科学くん（番組監修）